# Bahram II
Bahram II – władca Persji z dynastii Sasanidów (276 - 293), syn i następca Bahrama I. 
W 284 oddał Rzymianom Mezopotamię a w 287 roku Armenię, jako państwo odtworzone przez rzymskie legiony. O jego panowaniu nie wiadomo tyle co o panowaniu jego poprzedników. Prawdopodobnie to z jego inicjatywy w Persji doszło do pierwszych prześladowań buddystów, chrześcijan i manichejczyków.